# Mauricio de Sousa - O Filme
Mauricio de Sousa: O Filme é um futuro filme biográfico brasileiro, dirigido e escrito por Pedro Vasconcelos e com estreia prevista para outubro de 2025, mês em que o criador da Turma da Mônica completa 90 anos. O longa acompanha a trajetória de Mauricio de Sousa, desde sua infância até o lançamento da primeira revistinha da Mônica, passando pelo processo criativo e a consolidação de seu universo nos quadrinhos.
É estrelado por Mauro Sousa no papel principal e também conta com Thati Lopes, Elizabeth Savalla, Emílio Orciollo Neto e Natalia Lage no elenco.

## Sinopse
A trajetória de Mauricio de Sousa, um dos maiores nomes dos quadrinhos brasileiros, ganha vida no cinema. O longa explora sua infância, os primeiros passos na carreira, a criação de Bidu, a inspiração para os personagens seguintes e os desafios enfrentados até se tornar um dos quadrinistas mais icônicos do Brasil.

## Elenco
| Ator/Atriz           | Personagem                |
| -------------------- | ------------------------- |
| Mauro Sousa          | Mauricio de Sousa         |
| Thati Lopes          |                           |
| Elizabeth Savalla    |                           |
| Emílio Orciollo Neto | Antônio Mauricio de Sousa |
| Natalia Lage         |                           |
| Diego Laumar         |                           |
| Othon Bastos         |                           |
| Clara Galinari       |                           |